# 神仙南鰍
神仙南鰍（學名：Schistura oedipus）為輻鰭魚綱鯉形目條鰍科南鰍屬的其中一種。被IUCN列為易危保育類動物，分布於亞洲泰國Nam Lang洞穴流域，本魚眼睛退化，體白色，魚鰭透明，體長可達5.4公分，棲息在洞穴泥底質底層水域，以水生昆蟲、蠕蟲等為食，生活習性不明。

## 扩展阅读
維基物種上的相關：神仙南鰍